# Francesco Gasparini

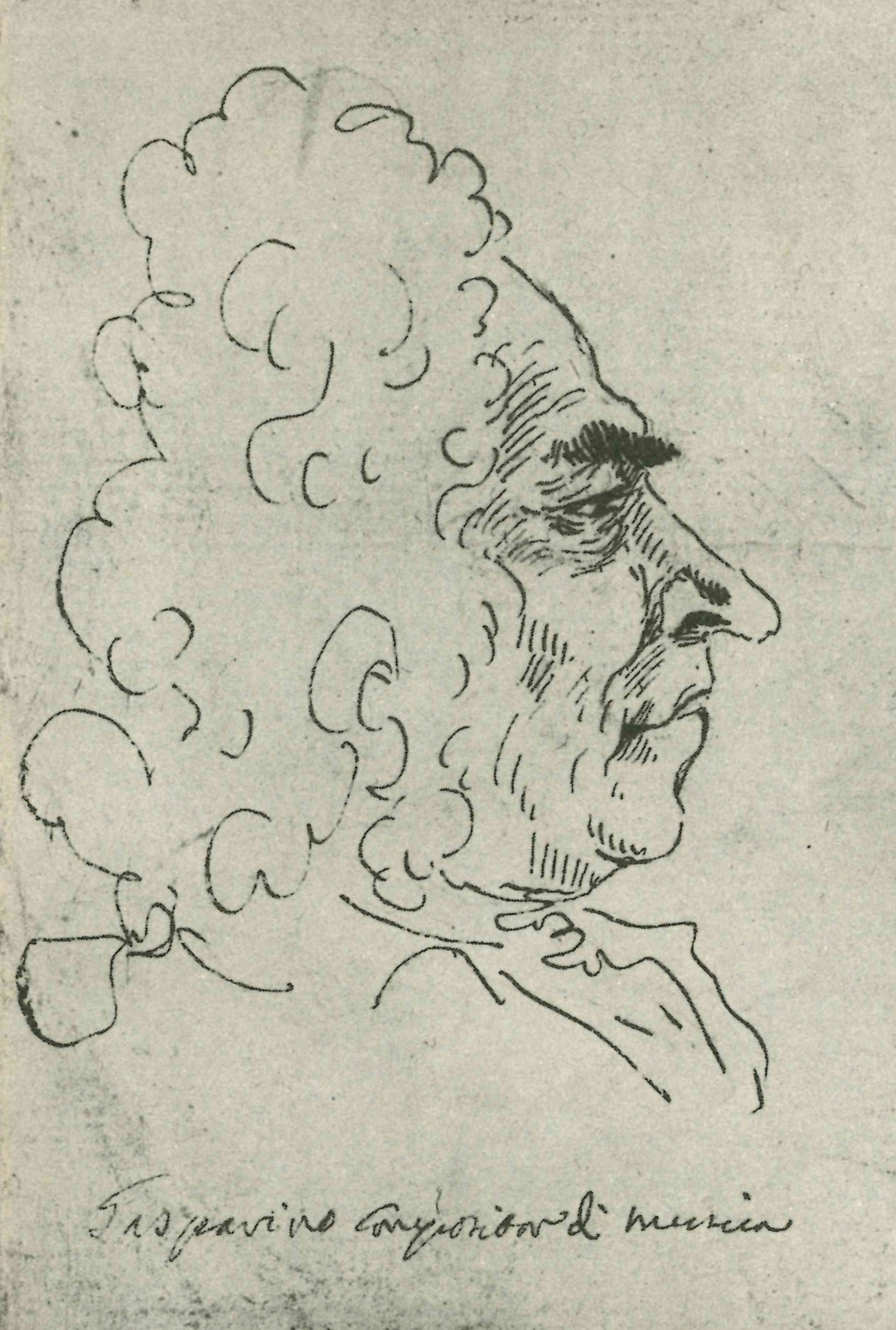
Francesco Gasparini

Francesco Gasparini (Camaiore, bij Lucca, 5 maart 1668 - Rome, 22 maart 1727) was een Italiaans componist.

## Levensloop
Gasparini was een leerling van Corelli en Pasquini en werkte in Venetië en Rome.  Hij schreef zowel voor de kerk als voor het theater muziek die in zijn tijd zeer hoog aangeschreven stond: 61 opera's en andere theaterstukken, vele missen, motetten, psalmen.  Tot zijn vele leerlingen behoorde onder anderen Benedetto Marcello. Ook Quantz studeerde tijdens zijn studiereis naar Italië enige tijd bij hem.